# 理查德·戈尔登
小理查德·弗兰西斯·戈尔登（Richard Francis Gordon, Jr.，1929年10月5日—2017年11月6日）曾是一位美国国家航空航天局的宇航员，执行过双子星11号和阿波罗12号任务，在阿波罗12号任务中担任飞行员。
2017年11月6日，戈尔登於聖馬可斯過世，享壽88歲。